# Alphonse Lavallée
Pour le raisin, voir alphonse-lavallée (cépage).
Pour les articles homonymes, voir Lavallée.
Alphonse Lavallée, né le 1er juillet 1797 à Savigné-l'Évêque et mort le 15 mai 1873 à Paris, est un homme d'affaires à Nantes puis à Paris, fondateur sur sa fortune personnelle de l'École centrale des arts et manufactures, plus connue sous le nom d'École centrale Paris.

## Biographie
Alphonse Lavallée est le fils de Robert Martin-Lavallée et d'Adélaïde Chicault. Ses sœurs épouses Alexandre Froger de Mauny et Chrétien-Charles Haëntjens. Il épouse Adèle Laurens, fille de Pierre Laurens, négociant planteur en Louisiane, et de Marie Julie Beauvais, ainsi que belle-sœur d'Auguste Fidel Amand Marie Garnier.

### Financier et mécène
Il fait des études à Paris, obtenant son doctorat en droit, puis devient administrateur de sociétés (Compagnie du chemin de fer de Paris à Orléans…). Il travaille notamment pendant dix ans dans la région de Nantes avec son beau-frère l'armateur Henri Ducoudray-Bourgault (d).
Il devient actionnaire du journal Le Globe, journal de l'opposition libérale et d'inspiration saint-simonienne après son déménagement à Paris en 1827 où il s'installe avec son épouse et sa fillette d'un an, Amazilli.

### Fondateur de l'École centrale

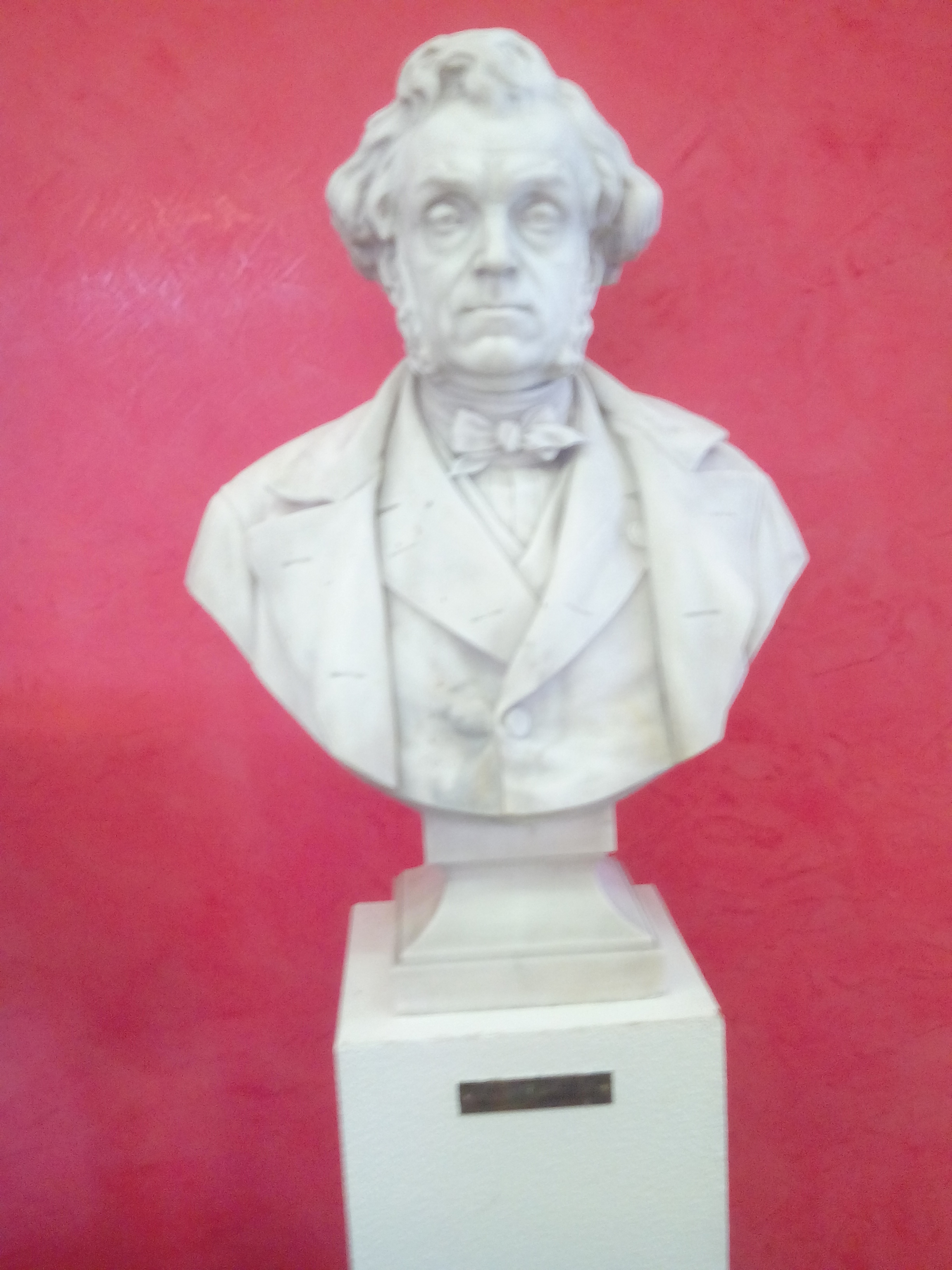
Buste d'Alphonse Lavallée, dans le bâtiment du même nom, de l'École Centrale Paris.

Alphonse Lavallée projette en effet de créer une école qui pourrait former des ingénieurs civils, des « médecins des usines et des fabriques ». À cette époque, les autres grandes écoles françaises forment surtout des scientifiques ou des ingénieurs travaillant pour l'État. L’École polytechnique, qui a été fondée en 1794, s’est notamment spécialisée dans les domaines militaire et administratif et n’est pas à même de fournir des cadres d’entreprise. La volonté est d’organiser de manière permanente une formation d’hommes aptes à réaliser l’application pratique et concrète des développements scientifiques dans toutes les branches de l’activité productrice. La démarche proposera de plus, et de manière novatrice, d’institutionnaliser dans une école de formation le lien entre la recherche scientifique et le développement des techniques industrielles.
Alphonse Lavallée rencontre alors Jean-Baptiste Dumas à l'Athénée, centre de conférences sur les sciences et les techniques qui est aussi un lieu de rassemblement de l'opposition libérale au gouvernement (chefs d'entreprise, scientifiques, etc.). On y trouve bon nombre de lecteurs du Globe. À cette époque, on y discute d'un projet d'école industrielle.
Deux projets sont en fait en discussion dans les milieux de l'Athénée : le premier, conçu par Binet de Sainte-Preuve, un physicien normalien, envisage de mettre en place une petite structure d'une cinquantaine d'élèves sur les bases de l'École normale supérieure et installée dans les bâtiments de l'État. Lavallée a un projet plus visionnaire : il préconise une école de 300 à 400 élèves, indépendante de l'État. Ainsi, calcule-t-il, sur la base de 750 francs par an et par élève, on peut monter l'opération de façon autonome. Lui-même est prêt à mettre les fonds de premier établissement. Les savants qui se joignent à eux, Théodore Olivier, Eugène Péclet et Philippe Benoit, se rallient à cette idée qui, compte tenu du contexte politique, est beaucoup plus réaliste. Ils bénéficient alors d'un des rares moments de relatif libéralisme gouvernemental du règne de Charles X : Vatimesnil, qui est ministre de l'Instruction publique, est très favorable à l'idée et l'appuie. En effet, l'État ayant le monopole de l'enseignement, il faut obtenir une autorisation de l'Université, qui est accordée par un arrêté en date du 23 décembre 1828.
L’École centrale des arts et manufactures, dont Alphonse Lavallée est le premier directeur, est inaugurée le 3 novembre 1829 dans l’Hôtel de Juigné à Paris (actuel musée Picasso). Le choix du nom de l’école s’explique par la terminologie administrative de l’époque et par la pensée saint-simonienne. Une ordonnance de 1819 avait créé un Conseil des fabriques et des manufactures. Il existait aussi des chambres consultatives des arts et manufactures et un Comité consultatif des arts et manufactures. Le terme « centrale » témoigne du projet saint-simonien qui envisageait le développement d’une école de haut niveau dans chacune des villes centrales, c’est-à-dire principales, de province (seule l'École centrale de Lyon sera créée sur ce principe également). La nouvelle école forme « des ingénieurs civils spéciaux », c'est-à-dire capables de construire des usines, de restructurer les anciennes, d'être des conseillers éclairés des chefs d'entreprise, « les directeurs d'usine » qui recevront la formation générale nécessaire à l'industriel, « des capitalistes instruits, capables de choisir avec intelligence leurs spéculations, etc. », « des professeurs » qui diffuseront l'enseignement reçu à l'École dans les départements de la France entière « en faveur des contremaitres et chefs ouvriers ».
L'École vit des droits de scolarité (ce qui suppose qu'à l'exception de quelques boursiers, l'établissement recrute essentiellement des enfants de familles aisées). Les promoteurs voient grand : 147 étudiants sont inscrits dès la première rentrée de 1829. Ils ont tous suivis une formation secondaire ; certains ont préparé le concours de Polytechnique. Pour s'attirer les bonnes grâces des  savants parisiens comme provinciaux et des chefs d'entreprises, Lavallée propose de distribuer 111 demi-bourses à des futurs élèves qui seront choisis par les principales sociétés savantes de Paris et des régions. Et, de fait, l'école a les faveurs du monde industriel et scientifique : le conseil de perfectionnement de l'École centrale est composé de savants réputés, de banquiers d'affaires et d'industriels puissants (Philippe Benoit en fait également partie, lui qui a finalement renoncé à y enseigner pour continuer à diriger son cabinet d'ingénieurs).
Bien que reconnue par l’État, l’école n'en reçoit aucune aide financière. Elle ne survit aux troubles de son époque - Trois Glorieuses (juillet 1830), épidémie de choléra (1832) alors qu’il est tombé malade, Révolution de 1848 - que grâce à la forte implication personnelle et financière de son fondateur principal. Après la mort de Théodore Olivier et bien que l'école soit prospère, il forme en 1855 le projet de la céder gracieusement à l’État pour en assurer la pérennité. Cette proposition, soutenue par Prosper Mérimée, alors sénateur, est approuvée le 17 juin 1857 par Napoléon III.
Alphonse Lavallée reçoit le grade de commandeur de la légion d'honneur. Mort des suites d’une opération de la pierre, laissant une fortune évaluée à plusieurs millions, il est enterré au cimetière du Père-Lachaise à Paris.
Alphonse Lavallée a notamment possédé, à Saint-Sulpice-de-Favières, le domaine du château de Segrez, dont son fils, le dendrologue Pierre Alphonse Martin Lavallée, a conçu l'arboretum.

## Hommages
Son nom a été donné à la dernière promotion (P2020) de l'École centrale Paris avant sa fusion avec Supélec.